# Weybridge (Vermont)
Weybridge ist eine Town im Addison County des Bundesstaates Vermont in den Vereinigten Staaten mit 814 Einwohnern (laut Volkszählung von 2020).

## Geografie

### Geografische Lage
Die Ortschaft liegt am Westrand der Green Mountains in der Ebene rund um den Lake Champlain und ist rein landwirtschaftlich geprägt. Die Hauptsiedlung nennt sich Weybridge Hill. Der Hauptfluss des Areals ist der Otter Creek, der zu weiten Teilen auch die Westgrenze der Town bildet. Die höchste Erhebung ist der Snake Mountain mit 392 m Höhe.

### Nachbargemeinden
Alle Angaben als Luftlinien zwischen den offiziellen Koordinaten der Orte aus der Volkszählung 2010.
- Norden: Waltham, 2,8 km
- Nordosten: New Haven, 6,7 km
- Südosten: Middlebury, 11,2 km
- Süden: Cornwall, 2,6 km
- Südwesten: Bridport, 12,3 km
- Nordwesten: Addison, 12,2 km

### Klima
Die mittlere Durchschnittstemperatur in Weybridge liegt zwischen −7,8 °C (18 °Fahrenheit) im Januar und 21,1 °C (70 °Fahrenheit) im Juli. Damit ist der Ort gegenüber dem langjährigen Mittel der USA um etwa 10 Grad kühler. Die Schneefälle zwischen Mitte Oktober und Mitte Mai liegen mit mehr als fünfeinhalb Metern etwa doppelt so hoch wie die mittlere Schneehöhe in den USA, die tägliche Sonnenscheindauer liegt am unteren Rand des Wertespektrums der USA, von September bis Dezember sogar deutlich darunter.

## Geschichte
Die Town wurde am 3. November 1761 mit einer Fläche von 25.000 acres (etwa 10.000 ha) an eine Gruppe von 64 Interessenten verkauft. Bei der Landvermessung stellte sich aber heraus, dass große Teile der Town auf dem Gebiet der schon zuvor gegründeten und vermessenen Towns Addison und Bridport lagen. So blieben den Käufern nur 8261 acres (etwa 3345 ha) die durch diverse Änderungen und eine neue, einvernehmlich beschlossene Grenzziehung zu Addison bis 1859 auf etwa 10.000 acres, die heutige Fläche, anwuchs.
Erste Siedler, meistenteils aus Massachusetts kommend, begannen ab 1775, das Land urbar zu machen, wurden aber durch die Ereignisse des Unabhängigkeitskrieges und die dadurch bedingte Unsicherheit vertrieben. Erst ab 1783 wurde die Town dauerhaft bewohnt; 1789 fand die konstituierende Stadtversammlung statt.
Neben dem üblichen Feldbau wurde das Land auch für die Schafzucht, die in der ganzen Gegend verbreitet war, genutzt; so ist im Census 1840 ein Bestand von 1595 Rindern und 10.021 Schafen (bei 797 Einwohnern) belegt. Zu keinem Zeitpunkt kam es zu einer großen Industrialisierung.
Mit dem Bau der großen Bahnstrecken an die Ostküste und die westlich gelegenen Großen Seen wurde lediglich die Milchviehwirtschaft statt der Schafzucht eingeführt; es kam auch nun zu keinem Industrialisierungsschub. Stattdessen entstand eine Abwanderungsbewegung in die neuen, großen Flächen im Westen, die durch die Bahnbauten leicht erreichbar wurden.
Bürgerkrieg, Erster Weltkrieg, die große Wirtschaftsdepression und der Zweite Weltkrieg gingen, ohne groß Einfluss zu nehmen, an Weybridge vorbei; der Ort war, wie viele Gemeinden in Vermont, wirtschaftlich weitgehend autark. Erst die Entwicklung des benachbarten Middleburys zum lokalen Wirtschafts- und Bildungszentrum ab Mitte der 1960er Jahre führte zu einem Anstieg der Bevölkerungszahlen und zu einer leichten Veränderung der Verdienststrukturen. Heute sind neben der immer noch führenden Agrarwirtschaft als Hauptverdienst auch Lehrer des Middlebury College und medizinisches Personal des dortigen Krankenhauses wichtiger Teil der Bevölkerung Weybridges geworden.

### Religionen
Wie in fast allen Siedlungen Vermonts spielte die Religion von Anfang an eine wesentliche Rolle im Leben der Siedler. Die erste Kirchenweihe fand 1794 statt. Die Methodisten sind seit dem 20. August 1843 organisiert und errichteten 1847 ihr erstes Gotteshaus.
Heute findet sich In Weybridge eine Gemeinde methodistische Gemeinde, eine Niederlassung der United Church of Christ.

### Eingemeindungen
Die Town war ausgerufen worden mit einer Grundfläche von 25.000 acres, die auf siebzig Teile verteilt wurden. Bei der Vermessung der Flächen wurde allerdings festgestellt, dass Flächen des Gebietes bereits zu Teilen an die Landeigner von Addison und von Bridport verkauft worden war, so dass die verbleibende Fläche Weybridges mit 8261 acres festgestellt wurde. Die Flächen der siebzig Anteile wurden entsprechend verringert.
Diese Flächenverluste wurden aber zum kleinen Teil wieder ausgeglichen: am 28. Oktober 1791 wurden 700 acres aus der nordwestlichen Ecke New Havens angegliedert, am 22. Oktober 1804 kamen 2000 acres aus der nordöstlichen Ecke Addisons, östlich des Snake Mountain, hinzu. Am 28. Oktober 1806 wurden weitere 100 acres (etwa 40 ha) aus der südöstlichen Ecke Pantons an die Gemeindefläche angegliedert.
Eine neue Grenzziehung, die 1857 zwischen Weybridge und Addison vereinbart wurde, nahm den Verlauf des Otter Creek über weite Teile als Grenze zwischen den Towns; allerdings wurden im November 1859 noch einmal 500 acres von Weybridge an Addison abgegeben.
Damit waren die Grenzen festgelegt und blieben seither konstant. Heute gehört zu Weybridge eine Fläche von 45,6 km², rund 11.000 Acres.

### Einwohnerentwicklung
| Volkszählungsergebnisse – Town of Weybridge, Vermont | Volkszählungsergebnisse – Town of Weybridge, Vermont | Volkszählungsergebnisse – Town of Weybridge, Vermont | Volkszählungsergebnisse – Town of Weybridge, Vermont | Volkszählungsergebnisse – Town of Weybridge, Vermont | Volkszählungsergebnisse – Town of Weybridge, Vermont | Volkszählungsergebnisse – Town of Weybridge, Vermont | Volkszählungsergebnisse – Town of Weybridge, Vermont | Volkszählungsergebnisse – Town of Weybridge, Vermont | Volkszählungsergebnisse – Town of Weybridge, Vermont | Volkszählungsergebnisse – Town of Weybridge, Vermont |
| Jahr                                                 | 1700                                                 | 1710                                                 | 1720                                                 | 1730                                                 | 1740                                                 | 1750                                                 | 1760                                                 | 1770                                                 | 1780                                                 | 1790                                                 |
| ---------------------------------------------------- | ---------------------------------------------------- | ---------------------------------------------------- | ---------------------------------------------------- | ---------------------------------------------------- | ---------------------------------------------------- | ---------------------------------------------------- | ---------------------------------------------------- | ---------------------------------------------------- | ---------------------------------------------------- | ---------------------------------------------------- |
| Einwohner                                            |                                                      |                                                      |                                                      |                                                      |                                                      |                                                      |                                                      |                                                      |                                                      | 175                                                  |
| Jahr                                                 | 1800                                                 | 1810                                                 | 1820                                                 | 1830                                                 | 1840                                                 | 1850                                                 | 1860                                                 | 1870                                                 | 1880                                                 | 1890                                                 |
| Einwohner                                            | 502                                                  | 750                                                  | 714                                                  | 850                                                  | 797                                                  | 804                                                  | 667                                                  | 627                                                  | 608                                                  | 543                                                  |
| Jahr                                                 | 1900                                                 | 1910                                                 | 1920                                                 | 1930                                                 | 1940                                                 | 1950                                                 | 1960                                                 | 1970                                                 | 1980                                                 | 1990                                                 |
| Einwohner                                            | 518                                                  | 494                                                  | 438                                                  | 418                                                  | 385                                                  | 402                                                  | 430                                                  | 618                                                  | 667                                                  | 749                                                  |
| Jahr                                                 | 2000                                                 | 2010                                                 | 2020                                                 | 2030                                                 | 2040                                                 | 2050                                                 | 2060                                                 | 2070                                                 | 2080                                                 | 2090                                                 |
| Einwohner                                            | 824                                                  | 833                                                  | 814                                                  |                                                      |                                                      |                                                      |                                                      |                                                      |                                                      |                                                      |

## Wirtschaft und Infrastruktur

### Verkehr
Die Town wird von der Vermont State Route 23 durchquert; höherwertige Straßen, Eisenbahnverbindungen oder Flughäfen sind im Umfeld nicht vorhanden.

### Öffentliche Einrichtungen
Abgesehen von den üblichen städtischen Einrichtungen und der Grundschule sind in Weybridge keine öffentlichen Einrichtungen untergebracht. Das nächstgelegene Krankenhaus, das Porter Medical Center, befindet sich in Middlebury.

### Bildung
Weybridge gehört mit Bridport, Cornwall, Middlebury, Ripton, Salisbury und Shorehamzum Addison Central School District.
Eine sechszügige Grundschule mit angeschlossenem Kindergarten ist im Ort vorhanden. Für den Besuch weiterführender Schulen müssen umliegende Gemeinden, insbesondere Middlebury, angefahren werden.

## Persönlichkeiten

### Söhne und Töchter der Stadt
- Edwin James (1797–1861), Botaniker, Geologe, Militärarzt, Sachbuchautor und Bibelübersetzer